# Paolo Crosa Lenz
Paolo Crosa Lenz (Ornavasso, 6 giugno 1956) è uno scrittore e alpinista italiano.

## Biografia
Insegnante e scrittore nativo di Ornavasso e di origine walser, ha pubblicato oltre 60 libri e saggi dedicati al territorio della Val d'Ossola e delle Alpi del Verbano.
È membro accademico del Gruppo italiano scrittori di montagna, caporedattore della rivista Le Rive una pubblicazione bimestrale di cultura, ambiente e turismo dell'area compresa fra Piemonte e Lombardia e direttore responsabile de Il Rosa giornale di Macugnaga e della Valle Anzasca.
Oltre a numerosi saggi e articoli in riviste specialistiche, ha curato volumi legati alla minoranza linguistica walser.
Dal 1º gennaio 2016 è presidente dell'Ente di Gestione delle Aree Protette dell'Ossola a cui fanno capo il Parco naturale dell'Alpe Veglia e dell'Alpe Devero e il Parco naturale dell'Alta Valle Antrona.

## Opere
- 1999 - L'Alto Verbano: Ambiente, itinerari, cultura, Editori Tararà, Verbania, ISBN 978-88-86593-12-0
- 2001 - Monte Cistella : Giovanni Leoni, storia di un uomo e di una montagna, Grossi Editore, Domodossola, ISBN 978-88-85407-77-0
- 2002 - Valgrande. Escursioni, storia, natura, Grossi Editore, Domodossola, ISBN 978-88-85407-43-5
- 2002 - Alpinismo in Valdossola, (con Fabrizio Manoni), Grossi Editore, Domodossola, ISBN 978-88-85407-82-4
- 2003 - Mottarone. Cusio e Vergante, sentieri tra due laghi, Alberti Libraio Editore, Verbania, ISBN 978-88-7245-123-6
- 2003 - Laghi alpini in Valdossola (con Giuseppe Cattaneo), Grossi Editore, Domodossola, ISBN 978-88-85407-90-9
- 2003 - Val Formazza. 36 escursioni scelte (con Giulio Frangioni), Grossi Editore, Domodossola, 978-8885407855
- 2003 - I Walser del silenzio : Salecchio, Agaro, Ausone, Grossi Editore, Domodossola, ISBN 978-88-85407-89-3
- 2004 - Alpe Devero. Escursioni, storia, natura (con Giulio Frangioni), Grossi Editore, Domodossola, ISBN 978-88-85407-93-0
- 2005 - Alpe Veglia. Escursioni, storia e natura nel parco naturale (con Giulio Frangioni), Grossi Editore, Domodossola, ISBN 978-88-85407-98-5
- 2005 - Macugnaga, Monte Rosa (con Giulio Frangioni), Grossi Editore, Domodossola, ISBN 978-88-85407-01-5
- 2006 - Storia di Baceno, (con Enrico Rizzi), Fondazione Monti, ISBN 978-88-85295-54-4
- 2006 - Valle Strona. Sentieri nella storia e nella natura, Alberti Libraio Editore, Verbania, ISBN 978-88-7245-083-3
- 2006 - I colori del Verbano Cusio Ossola, Alberti Libraio Editore, Verbania, ISBN 978-88-7245-172-4
- 2007 - Val Bognanco. Escursioni, storia, natura (con Giulio Frangioni), Grossi Editore, Domodossola, ISBN 978-88-89751-11-4
- 2008 - Storia dello sport nel Verbano Cusio Ossola, Alberti Libraio Editore, Verbania, ISBN 978-88-7245-209-7
- 2008 - Valle Antigorio (con Giulio Frangioni), Grossi Editore, Domodossola, ISBN 978-88-89751-13-8
- 2009 - Sentieri dell'Ossola, Grossi Editore, Domodossola, ISBN 978-88-89751-16-9
- 2010 - Ciaspole in Valdossola. Escursioni invernali sulle Alpi Pennine e Lepontine (con Giulio Frangioni), Grossi Editore, Domodossola, ISBN 978-88-89751-20-6
- 2010 - Valle Vigezzo. Cannobina, Centovalli e Onsernone (con Giulio Frangioni), Grossi Editore, Domodossola, ISBN 978-88-89751-23-7
- 2011 - Parco nazionale Val Grande. Sentieri, storia e natura (con Giulio Frangioni), Grossi editori, Domodossola, ISBN 978-88-89751-26-8
- 2012 - Leggende delle Alpi. Il mondo fantastico in Val d'Ossola, Grossi Editore, Domodossola, ISBN 978-88-89751-29-9

### Altre pubblicazioni
Della collana "I Taccuini del Parco" edita dall'Ente Parco Nazionale della Val Grande e dalla Comunità Montana Valle Ossola
- 1999 - Vogogna il respiro della storia - guida al sentiero natura Vogogna-La Rocca, Vol. n. 7

Editi dalla Provincia del Verbano Cusio Ossola 
- 2007 - La linea Cadorna nel Verbano Cusio Ossola : dai sentieri di guerra alle strade di pace
- 2007 - I Walser a sud delle Alpi